# Pronume reflexiv
În gramatică, pronumele reflexiv este un pronume care se referă la agentul unei acțiuni, acesta fiind de obicei subiectul unui verb, iar pronumele – complementul acestuia. În unele limbi, ca româna sau franceza, se mai poate referi și la un agent subînțeles al procesului exprimat de un substantiv, pronumele fiind atributul acestuia.
În unele limbi există numai pronume reflexive disjuncte, adică accentuate și nelegate de verb, de exemplu în engleză sau în maghiară. În altele există un pronume reflexiv disjunct și unul sau mai multe conjuncte, numite și clitice, care formează un singur cuvânt prozodic cu verbul, având un singur accent, de pildă în română, în franceză sau în BCMS.
În unele gramatici, pronumele reflexiv este tratat ca o subspecie a pronumelui personal.

## În limba română
În afară de unul singur, în română, toate pronumele reflexive sunt conjuncte. Acestea sunt:
| Caz       | Număr     | Persoană                    | Persoană                  | Persoană                |
| --------- | --------- | --------------------------- | ------------------------- | ----------------------- |
| Caz       | Număr     | I                           | II                        | III                     |
| Acuzativ: | singular: | mă, -mă, m-, -m-            | te, -te, te-, -te-        | se, -se, s-, -s-        |
| Acuzativ: | plural:   | ne, -ne, ne-, -ne-          | vă, -vă, v-, -v-          | se, -se, s-, -s-        |
| Dativ:    | singular: | îmi, mi, -mi, mi-, -mi-     | îți, ți, -ți, ți-, -ți-   | își, și, -și, și-, -și- |
| Dativ:    | plural:   | ne, -ne, ne-, -ne-, ni, ni- | vă, -vă, v-, -v-, vi, vi- | își, și, -și, și-, -și- |

Pronumele disjunct este de persoana a treia, cu două forme cazuale:
- acuzativ singular și plural: sine;
- dativ singular și plural: sie, sieși.

Numai reflexiv este doar pronumele de persoana a treia. Celelalte sunt și pronume personale nereflexive.
Niciunul din aceste pronume nu exprimă genul.
Formele conjuncte au variante în funcție de elementele cu care ajung în contact (verbul cu sens lexical, verbul auxiliar, pronume personale conjuncte) și de poziția lor față de acestea: antepoziție sau postpoziție.
Pronumele reflexiv disjunct poate fi orice fel de complement (ex. Nu se gândește decât la sine, Își mulțumește sieși), sau atribut pronominal: Lauda de sine nu miroase a bine.
Pronumele reflexive conjuncte pot avea numai funcție de complement direct (CD), de complement indirect (CI) numit „de atribuire”, sau să nu aibă nicio funcție sintactică. Aceasta depinde de sensul (valoarea) verbului cu care sunt folosite:
| Exemplu               | Funcția pronumelui | Sensul verbului |
| --------------------- | ------------------ | --------------- |
| Se spală              | CD                 | obiectiv        |
| Își spune că…         | CI                 | obiectiv        |
| Ne certăm des         | CD                 | reciproc        |
| Își dau palme         | CI                 | reciproc        |
| Își cumpără un palton | CI                 | participativ    |
| Ți-ai văzut fata?     | CI                 | posesiv         |
| M-am născut iarna     | –                  | pasiv           |
| El se ruga de iertare | –                  | dinamic         |
| El s-a îmbolnăvit     | –                  | eventiv         |
| La ei se mănâncă mult | –                  | impersonal      |

## În limba franceză
În unele gramatici ale limbii franceze se consideră că există un singur pronume reflexiv, de persoana a III-a. În altele se tratează ca reflexive, numai atunci când se referă la subiect, și pronumele personale conjuncte de persoanele I și a doua. În această viziune, pronumele reflexive au următorele forme:
| I         | II     | III          |             |
| singular: | me, m’ | te, t’, -toi | se, s’, soi |
| plural:   | nous   | (-)vous      | se, s’, soi |

În afară de unul singur, soi, toate aceste pronume sunt conjuncte. Unele au forme cu elidare înaintea verbelor care încep cu vocală: m’, t’, s’.
Formele de plural sunt identice cu cele ale pronumelor personale corespunzătoare cu funcția de subiect.
Pronumele reflexive conjuncte sunt postpuse formei de imperativ pozitiv a verbului, în scris fiind legate de acesta cu cratimă. Varianta -toi este destinată acestei folosiri.
Niciunul din aceste pronume nu exprimă genul.
Spre deosebire de „sine, sieși”, pronumele disjunct soi se referă numai la persoane nedefinite. Poate avea funcția de complement de orice tip, mai ales cu prepoziție, referindu-se la un pronume nehotărât reprezentând persoane (chacun „fiecare”, quelqu’un „cineva”, tout le monde „toată lumea”), sau de atribut, referindu-se la agentul procesului exprimat de un substantiv. Exemple:
Après le spectacle, chacun est rentré chez soi „După spectacol, fiecare s-a întors la el/ea acasă”;
La confiance en soi est nécessaire dans la vie „Încrederea în sine este necesară în viață”.
Acest pronume poate fi întărit prin asocierea cu adjectivul pronominal même, considerat nehotărât, ex. Dans la vie, chacun pense d’abord à soi-même „În viață, fiecare se gândește mai întâi la sine însuși”.
Formele conjuncte pot avea funcția de complement direct, de complement indirect de atribuire sau să nu aibă funcție sintactică, în funcție de sensul verbului folosit cu pronume reflexiv, verb numit „pronominal”. În gramaticile franceze se disting mai puține asemenea sensuri decât în cele românești:
| Exemplu                                                                                            | Funcția pronumelui | Sensul verbului  |
| -------------------------------------------------------------------------------------------------- | ------------------ | ---------------- |
| Elle s’est coiffée „(Ea) s-a pieptănat”                                                            | CD                 | reflexiv         |
| Je me suis lavé les dents „M-am spălat pe dinți” (literal „Mi-am spălat dinții”)                   | CI                 | reflexiv         |
| Louis et Alexandre se connaissent depuis leur enfance „Louis și Alexandre se cunosc din copilărie” | CD                 | reciproc         |
| Estelle et moi, nous nous téléphonons régulièrement „Estelle și eu ne dăm telefon cu regularitate” | CI                 | reciproc         |
| Ce plat se prépare en cinq minutes „Mâncarea asta se face în cinci minute”                         | –                  | pasiv            |
| L’oiseau s’est envolé „Pasărea și-a luat zborul” (literal *’… s-a zburat’)                         | –                  | numai pronominal |

Prin analogie cu pronumele personale conjuncte de persoanele I și a II-a folosite ca reflexive, există și viziunea despre pronumele personale disjuncte de toate persoanele ca pronume reflexive atunci când se referă la subiect. Exemple:
Je ne compte que sur moi „Nu mă bizui decât pe mine”;
Tu as une fâcheuse tendance à ne penser qu’à toi et à oublier les autres „Ai o tendință supărătoare să te gândești numai la tine și să uiți de ceilalți”;
Il a toujours un peu d’argent sur lui „Are totdeauna ceva bani la el”;
Carla a gardé les enfants chez elle aujourd’hui, parce qu’elle a une journée de libre „Carla a ținut copiii (la ea) acasă, pentru că are zi liberă”;
Nous avions fait ça pour nous et pas pour que ça soit diffusé partout „Am făcut asta pentru noi, și nu ca să fie difuzat peste tot”;
Vous pouvez le garder pour vous „Puteți să-l păstrați pentru voi/dumneavoastră”;
Soudain, ils entendirent un grand bruit derrière eux „Deodată auziră un zgomot mare în spatele lor”;
Elles ont tout gardé pour elles „Au ținut totul pentru ele”.
Și aceste pronume pot fi întărite ca pronumele soi, cu même (plural mêmes). Exemple:
Tu as une fâcheuse tendance à ne penser qu’à toi-même „Ai supărătoarea tendință de a te gândi numai la tine însuți/însăți”;
On a acheté ça pour nous-mêmes „Am cumpărat asta pentru noi înșine/însene”;
Vous pouvez le garder pour vous-mêmes „Puteți să-l păstrați pentru voi/dumneavoastră (înșivă/însevă)”;
Elles ont tout gardé pour elles-mêmes „Au ținut totul pentru ele înseși”.

## În limba engleză
În engleză, pronumele reflexiv se folosește cu aceeași formă și ca pronume personal întărit. Se compune din pronumele personal și cuvântul self (plural selves) care, independent, are sensul lui „sine” folosit ca substantiv. Toate pronumele reflexive sunt disjuncte. La persoana a III-a singular deosebesc genurile, inclusiv inanimatul. Exemple:
I fell over and hurt myself „Am căzut și m-am lovit”;
I hope you enjoy yourself „Sper că te distrezi”;
Van Gogh painted himself lots of times „Van Gogh s-a pictat de multe ori pe el însuși/pe sine”;
Helen looked at herself in the mirror „Helen s-a privit în oglindă”;
The country declared itself independent „Țara s-a declarat independentă”;
We suddenly found ourselves in the middle of a hostile crowd „Dintr-odată ne-am găsit în mijlocul unei mulțimi dușmănoase”;
Enjoy yourselves! „Distrați-vă!”;
The company's directors have given themselves a big pay rise „Directorii companiei și-au acordat (lor înșiși) o mărire de salariu substanțială”.
Referitor la o persoană nedefinită se folosește pronumele oneself, având ca element prim de compunere pronumele nehotărât one: One should look after oneself „Omul ar trebui să se îngrijească (de sine)”.
Cu sens reciproc se folosesc pentru toate persoanele sintagmele each other „unul pe altul, una pe alta, unii pe alții, unele pe altele” și to each other „unul altuia, una alteia, unii altora, unele altora”, ex. Helen and Tim write each other long, passionate letters „Helen și Tim își scriu (unul altuia) scrisori lungi, pasionate”.

## În limba maghiară
Și în maghiară, pronumele reflexive sunt numai disjuncte, fiind și pronume de întărire. Formele lor sunt:
| Număr     | Persoană | Persoană | Persoană |
| --------- | -------- | -------- | -------- |
| Număr     | I        | II       | III      |
| singular: | magam    | magad    | maga     |
| plural:   | magunk   | magatok  | maguk    |

Aceste forme poartă accent, dar nu sunt scoase în evidență. Pentru a o face, se folosesc cu prefixul ön- sau precedate de adjectivul saját, cu sensul principal „propriu”, și atunci includ totdeauna sensul de întărire: önmagam „eu însumi/însămi”, saját magatok „voi înșivă/însevă” etc..
Aceste pronume corespund cu reflexivele conjuncte românești sau franceze când sunt la cazurile acuzativ sau dativ, dar pot fi la 14 cazuri din cele 18 pe care le au substantivele, cu sau fără postpoziție. Astfel pot fi complemente de orice tip, corespunzând și pronumelui „sine/sieși”, și pronumelor personale disjuncte. Exemple:
Jól érezzük magunkat ebben a városban „Ne simțim bine în orașul ăsta”;
Vegyél magadnak egy fürdőnadrágot „Cumpără-ți un costum de baie”;
Vidd el magaddal a pénzt! „Du-ți banii cu tine”;
Ilona nem szeret magáról beszélni „Ilonei nu-i place să vorbească despre sine”;
Csukd be az ajtót magad mögött „Închide ușa după tine”.
În gramaticile maghiare este delimitat și un pronume reciproc, egymás, numai cu forme de singular, care de asemenea poate avea 14 cazuri. Exemple:
A két államfő üdvözölte egymást „Cei doi șefi de stat s-au salutat”;
Gyakran látogatjuk egymást „Ne vizităm deseori”;
Az osztálytársak búcsúzkodnak egymástól „Colegii de clasă își iau rămas bun”;
Egymás mellett ülnek „(Ei/Ele) șed alături”;
Sokat várunk egymástól „Așteptăm mult unul de la celălalt/una de la cealaltă”.
De fapt, în maghiară, verbele folosite cu pronume reflexiv în română au și alte corespondente, anume verbe prevăzute cu anumite sufixe. Uneori sunt posibile două construcții cu același verb, dar cu nuanțe de sens diferite: A diák felkészültnek mutatkozott „Se vedea că studentul era pregătit” vs. A diák felkészültnek mutatta magát „Studentul voia să pară pregătit”, ambele cu traducerea literală „Studentul se arăta pregătit”.

## În BCMS
În limbile din diasistemul slav de centru-sud (bosniacă, croată, muntenegreană, sârbă) există un singur pronume reflexiv, care se referă la orice persoană, fiind invariabil și în gen, și în număr.
Forma conjunctă a acestui pronume, se, este folosit cu verbele pronominale în sensul celor din română sau franceză, cu aceleași valori pe care le pot avea în aceste limbi, dar poate avea numai funcția de complement direct sau să nu aibă funcție, de exemplu:
hr  Ja sam se počešljao „Eu m-am pieptănat”;
Ti si se počešljala „Tu te-ai pieptănat”;
Sestra se počešljala „Sora (noastră) s-a pieptănat”;
Dječaci su se počešljali „Băieții s-au pieptănat”;
sr  On se rodio 1797. godine „El s-a născut în anul 1797”.
Forma disjunctă se declină ca pronumele personale (genitiv-acuzativ sebe, dativ-locativ sebi, instrumental sobom), fără formă de nominativ, și poate fi orice tip de complement, cu sau fără prepoziție. Exemple:
bs  Što god čujete, zadržite za sebe „Orice auziți, țineți pentru voi”;
hr  Uzet ćemo sa sobom kojugod knjigu „Vom lua cu noi oricare carte”;
sr  Pisac govori o sebi „Scriitorul vorbește despre sine”;
cnr  Nemam pri sebi ničega za pisanje „Nu am la mine nimic pentru scris”.
Numai acest pronume poate fi folosit, pentru toate persoanele, cu adjectivul sam(a) [sens principal „singur(ă)”] în rolul corespunzător adjectivului pronominal de întărire din română, ex. On sam sebe ne poznaje „Pe sine însuși nu se cunoaște”.